# Bassus quebecensis
Bassus quebecensis är en stekelart som först beskrevs av Léon Abel Provancher 1880.  Bassus quebecensis ingår i släktet Bassus och familjen bracksteklar. Inga underarter finns listade.